# Dave Harding
David "Dave" Harding, né le 14 août 1946 à Liverpool en Angleterre, est un footballeur australien. Il évoluait au poste de milieu de terrain.

## Biographie

### Carrière en équipe nationale
David Harding est international australien à 15 reprises (1974-1977) pour 2 buts inscrits. 
Il participe à la Coupe du monde 1974, où il ne joue pas de match. L'Australie est éliminée au premier tour.

## Palmarès
- Avec l'APIA Leichhardt :
  - Vainqueur de la Coupe d'Australie en 1982